# Лятичин
Лятичин (пол. Latyczyn) — село в Польщі, у гміні Радечниця Замойського повіту Люблінського воєводства.
Населення — 515 осіб (2011).
У 1975-1998 роках село належало до Замойського воєводства.

## Демографія
Демографічна структура станом на 31 березня 2011 року:
|          | Загалом | Допрацездатний вік | Працездатний вік | Постпрацездатний вік |
| -------- | ------- | ------------------ | ---------------- | -------------------- |
| Чоловіки | 250     | 34                 | 182              | 34                   |
| Жінки    | 265     | 39                 | 125              | 101                  |
| Разом    | 515     | 73                 | 307              | 135                  |